# Izabella dán hercegnő
Izabella dán királyi hercegnő (dánul: Isabella Henrietta Ingrid Margrethe) (Koppenhága, 2007. április 21. –) X. Frigyes dán király és Mária dán királyné legidősebb lánya, bátyja után a második helyet foglalja el a trónöröklési sorban.

## Élete

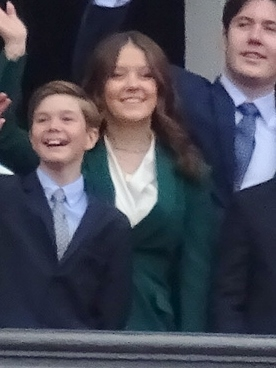
II. Margit 83. születésnapján

Koppenhágában született 2007. április 21-én. Édesapja X. Frigyes dán király, édesanyja Mária dán királyné. Apai nagyanyja II. Margit dán királynő. Bátyja, Keresztély herceg után a házaspár második gyermeke. Öccse Vince herceg, húga Jozefina hercegnő. A születését követő napon délben 21 ágyúlövéssel tisztelegtek neki.
2007. július 1-jén keresztelték meg a Fredenborg kastély kápolnájában. Ugyanazt a ruhát viselte, mint amiben a bátyját is megkeresztelték egy évvel korábban. A ruhadarab múltja egészen 1870-ig nyúlik vissza, mivel a későbbi X. Keresztély dán király is ezt viselte a keresztelőjén. Azóta tartó hagyomány, hogy a trónörökös gyermekeit ebben a ruhában keresztelik meg.
Első nevét Habsburg Izabella dán királyné, a Henrietta nevet anyai nagyanyja, az Ingridet apai dédnagyanyja, a Margitot pedig a királynő tiszteletére kapta. Keresztszülei: Matild belga királyné, Alexandra görög és dán hercegnő, Nadine Johnston, Christian Buchwald, Peter Heering és Marie Louise Skeel.
2013. augusztus 13-án abban az állami iskolában kezdte meg a tanulmányait, ahol két évvel korábban a bátyja.